# Gormanston
Gormanston (en irlandais, Baile Mhic Gormáin) est un village dans le comté de Meath, en Irlande. Le village se trouve à l'embouchure de la  Delvin et au nord de la frontière avec le comté de Dublin.

## Histoire

### Archéologie
Un groupe de tombes à couloir de chaque côté de l'embouchure de la rivière Delvin, connu sous le nom de groupe Bremore / Gormanston, est censé marquer l'arrivée de cette culture de la péninsule ibérique et être le précurseur de développements ultérieurs tels que le cluster Newgrange[réf. nécessaire].
La légende associe également le site aux premiers débarquements de Saint Patrick et Oliver Cromwell.
Lors de la construction d'un gazoduc entre la Grande-Bretagne et l'Irlande, une pirogue préhistorique de 7 mètres de long a été découverte juste au large de Gormanston Strand.

### Caractéristiques historiques

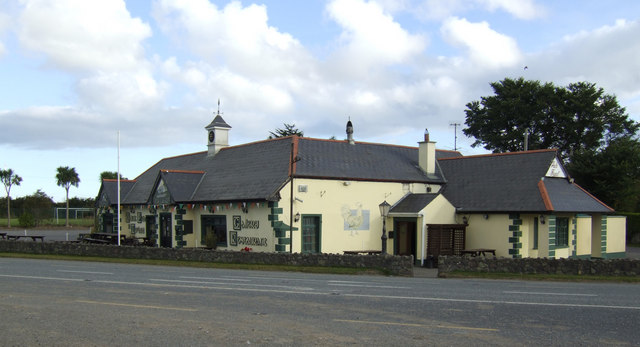
Le pub "The Cock".

Plusieurs chalets anciens en torchis existent encore dans le village sous des surfaces plus modestes qu'à l'origine. 
Le pont de Gormanston date du XIIIe siècle et serait l'une des plus anciennes structures de l'autoroute Dublin-Dunleer.
Le puits de St Brigid à Tobersool est un ancien puits sacré réputé, associé à un remède contre les maladies des yeux.
En 1870, le premier match de polo en Irlande a été joué sur Gormanston Strand impliquant les 9th Lancers, qui étaient alors cantonnés dans la région.

### Le château et la famille Preston

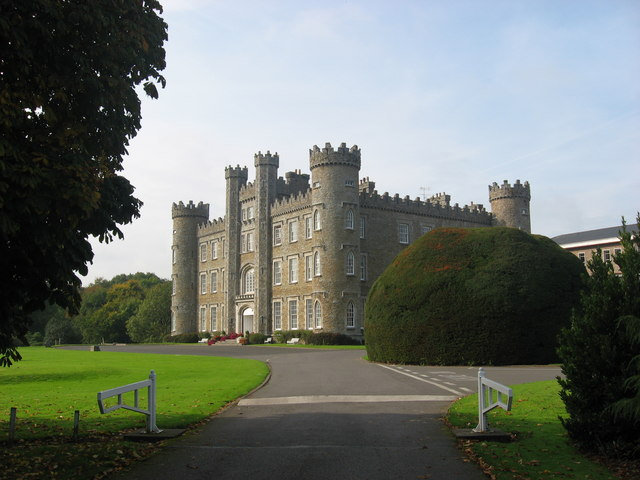
Le château.

Le château de Gormanston a été, du XIVe siècle aux années 1950, le siège de la famille Preston qui a réussi à conserver ses terres à travers les siècles en dépit d'être des catholiques convaincus. Le chef de famille est connu sous le nom de vicomte Gormanston, premier vicomte d'Irlande. Le détenteur actuel du titre est Jenico Preston, 17e vicomte Gormanston qui réside à Londres. 
Elizabeth Gorman, peintre, a vécu ici.
La famille a vendu le château dans les années 1950, lorsqu'il a été acquis par l'Ordre des frères franciscains  qui a ensuite créé un pensionnat pour garçons dans le parc, connu sous le nom de Gormanston College.
Depuis 2015, l'école est gérée par Meath VEC sous tutelle franciscaine, elle est aujourd'hui en grande partie une école pour élèves externes bien qu'il y ait encore 70 pensionnaires. Les installations sportives et les hébergements de vacances pour groupes sont gérés séparément par une nouvelle société, Gormanston Park
Selon The New Ireland Review d'avril 1908, la légende veut que lorsque le chef de famille vit ses dernières heures, les renards du comté de Meath, à l'exception des renardes allaitantes, émergent de leurs terriers et se dirigent vers le porte du château de Gormanston pour veiller l'agonisant jusqu'à sa mort, en remerciement pour la délivrance et la protection contre les prédateurs en maraude d'une renarde et de ses petits par un ancien Lord Gormanston.

## Gormanston Camp

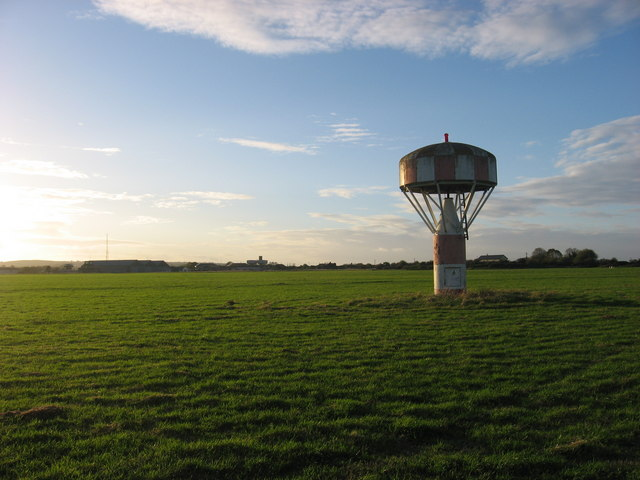
Ancien aérodrome militaire.

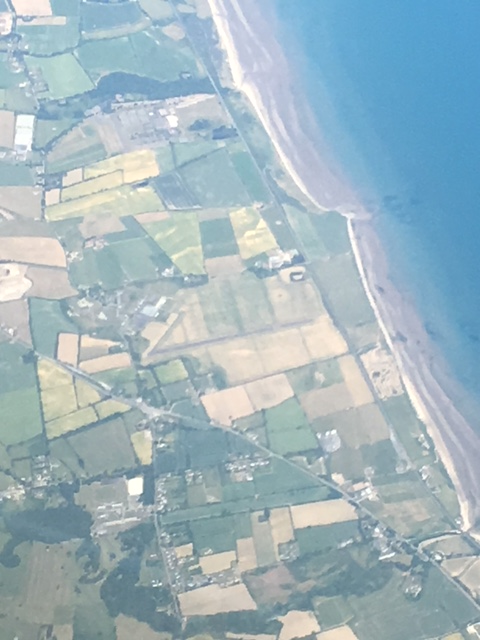
Gormanston camp.

Gormanston Camp est la base de la compagnie B du 27 Infantry Battalion, de l'Irish Army, c'est un ancien terrain d'aviation de l'Irish Air Corps.

## Transports
Gormanston se trouve près de l'autoroute M1 Dublin–Belfast et sur la R132. La gare a ouvert en mai 1845, elle est située sur la ligne Dublin–Belfast.

## Développement
Gormanston s'est étendu au cours de la première décennie du XXIe siècle surtout avec l'ouverture du campus CityNorth Business Park, est un mélange de bâtiments, d'un hôtel et de services,.